# Норма Џон
Норма Џон је финска група. Садашњи састав чине Лина Тиронен и Ласе Пирјанен. Група ће представљати Финску на Песми Евровизије 2017. са песмом Blackbird.

## Састав групе

### Садашњи чланови
- Лина Тиронен- вокал
- Ласе Пијранен- клавир

### Бивши чланови
- Николас Рехн- гитара
- Микаел Антила- бас
- Ото Алахухтала- бубњеви

## Дискографија

### Синглови
- Blackbird (2017)